# Pays-Bas aux Jeux olympiques d'été de 1932
Les Pays-Bas participent aux Jeux olympiques d'été de 1932 à Los Angeles aux États-Unis. 45 athlètes néerlandais, 31 hommes et 14 femmes, ont participé à 29 compétitions dans 9 sports. Ils y ont obtenu sept médailles : deux d'or et cinq d'argent.

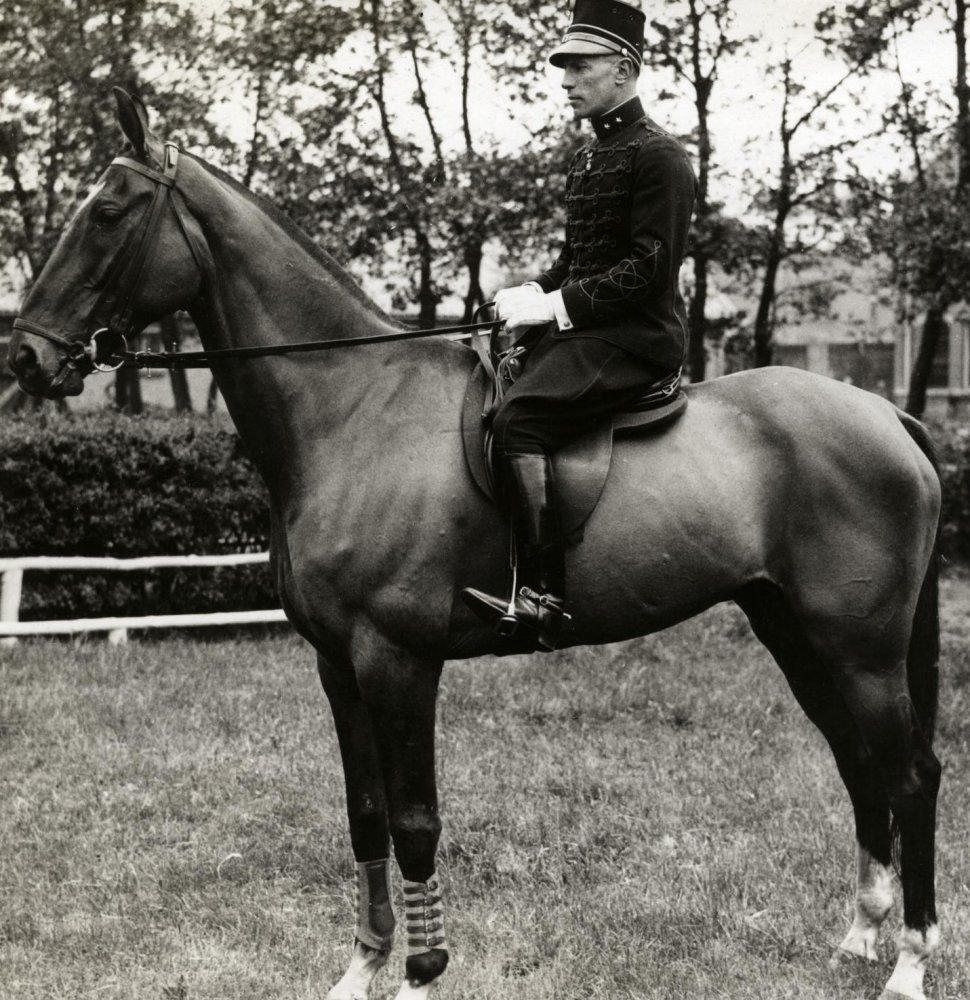
Charles Pahud de Mortanges champion olympique en concours complet individuel et vice-champion olympique par équipes.

## Médailles
| Médaille | Discipline | Épreuve                      | Athlète                                                           |
| -------- | ---------- | ---------------------------- | ----------------------------------------------------------------- |
| Or       | Cyclisme   | Vitesse individuelle         | Jacobus van Egmond                                                |
| Or       | Équitation | Concours complet individuel  | Charles Pahud de Mortanges                                        |
| Argent   | Cyclisme   | Kilomètre                    | Jacobus van Egmond                                                |
| Argent   | Équitation | Concours complet par équipes | Charles Pahud de Mortanges Karel Schummelketel Aernout van Lennep |
| Argent   | Natation   | 100 m nage libre femmes      | Willy den Ouden                                                   |
| Argent   | Natation   | 4 × 100 m nage libre femmes  | Willy den Ouden Puck Oversloot Corrie Laddé Maria Vierdag         |
| Argent   | Voile      | Dériveur 12 pieds            | Bob Maas                                                          |

## Athlètes engagés

### Aviron
Hommes
| Athlète                         | Compétition    | Séries        | Séries | Repêchage     | Repêchage | Finale        | Finale |
| Athlète                         | Compétition    | Temps         | Rang   | Temps         | Rang      | Temps         | Rang   |
| ------------------------------- | -------------- | ------------- | ------ | ------------- | --------- | ------------- | ------ |
| Godfried Roëll Pieter Roelofsen | Deux de couple | 7 min 51 s 80 | 3e (R) | 8 min 10 s 00 | 1er (S)   | 8 min 08 s 40 | 4e     |